# The View from My Window
The View from My Window is het vijfde studioalbum van Guy Manning. Het is uitgebracht onder de groepsnaam Manning, maar Guy Manning is veruit het belangrijkste lid. Net als vorige albums is het opgenomen in Leeds, de Burnside Studios en MBL in Heron Garth. Het is een druk jaar voor Manning; eerst het album The Ragged Curtain, dit album en hij werkte mee aan het eerste album van The Tangent, The Music That Died Alone. In zijn dankwoord richtte hij zich naar de eigenaar van Cyclops Records met de woorden Keep the flag flying; zijn volgende album verschijnt op een ander platenlabel.

## Musici
- Guy Manning – zang, alle instrumenten

met medewerking van
- Rick Ashton – basgitaar
- Laura Fowles – saxofoon en zang
- Gareth Harwood – gitaar
- Andy Tillison - orgel, piano, synthesizer, slagwerk
- Pav Chana – slagwerk, percussie
- Tim Moon – dwarsfluit, viool, fluitjes en cello
- Hugh Whitaker: slagwerk

## Composities
Allen van Manning
1. Phase (The Open & The Widening Sky) (07:23)
2. The View From My Window (09:07)
3. The Rut (08:04)
4. After The (Tears In the) Rain (05:18)
5. Blue Girl (06:14)
6. Suite:Dreams (20:03)
  1. Dreamian Rhapsody
  2. On The Carousel
  3. In Slumbers
  4. R.E.M.
  5. ...From Slumbers